# Provincia di Belluno (Lombardo-Veneto)
La provincia di Belluno era una provincia del Regno Lombardo-Veneto, esistita dal 1816 al 1866.
Capoluogo era la città di Belluno.

## Storia
La provincia fu creata nel 1816 all'atto della costituzione del Regno Lombardo-Veneto, succedendo al dipartimento del Piave di epoca napoleonica.

### Suddivisione amministrativa
La provincia era suddivisa in otto distretti e sessantasei comuni:
- distretto I di Belluno
  - Belluno, Capo di Ponte, Chies, Farra[2], Limana, Pieve d'Alpago[2], Puos[2], Sedico, Sospirolo, Tambre
- distretto II di Longarone
  - Castello[3], Forno di Zoldo, Longarone, San Tiziano di Goima, Soverzene
- distretto III di Pieve di Cadore
  - Borca, Calalzo, Cibiana, Domegge, Ospitale, Perarolo, Pieve di Cadore, San Vito, Selva, Valle, Vodo, Zoppè
- distretto IV di Auronzo
  - Auronzo, Comelico inferiore, Comelico Superiore, Lorenzago, Lozzo, San Niccolò, San Pietro, Vigo
- distretto V di Agordo
  - Agordo, Alleghe, Cencenighe, Falcade, Forno di Canale, Gosaldo, La Valle, Riva, Rocca, San Tommaso, Taibon, Vallada, Voltago
- distretto VI di Fonzaso
  - Arsiè, Fonzaso, Lamon, Servo
- distretto VII di Feltre
  - Alano[4], Cesio Maggiore, Feltre, Pedevena, Quero[4], Seren, Santa Giustina, San Gregorio, Vas[4], Villabruna[5], Zermen[5]
- distretto VIII di Mel
  - Cesana[6], Mel[6], Trichiana[6]

#### Variazioni
Nel 1843 veniva istituito il nuovo comune di Danta, prima di allora frazione di San Niccolò.
Nel 1852 la provincia di Belluno acquisiva Sappada dalla provincia del Friuli.
Infine, prima dell'Unità d'Italia, sono stati soppressi i comuni di Villabruna e Zermen, divenuti frazioni di Feltre.

### Passaggio al Regno d'Italia (1866)
Nel 1866, in seguito alla terza guerra d'indipendenza, il Veneto fu annesso al Regno d'Italia, lasciando invariata la perimetrazione delle province, ordinate secondo le disposizioni del Decreto Rattazzi emanato nel 1859 dal governo sabaudo.